# Machadocepheus filiferus
Machadocepheus filiferus är en kvalsterart som beskrevs av Sandór Mahunka 1986. Machadocepheus filiferus ingår i släktet Machadocepheus och familjen Carabodidae. Inga underarter finns listade i Catalogue of Life.